# بشار عبد الحسين عبد الرضا
بشار عبد الحسين عبد الرضا، من مواليد الكويت 1965. مؤلف ومخرج ومنتج وشاعر غنائي ومدير عام ومؤسس قناة فنون الفضائية وقبطان بحري ودبلوماسي حالي. هو الابن الاصغر للعملاق عبد الحسين عبد الرضا من أعماله:
- داود شو تأليف وإخراج
- أوليه
- مسلسل 911
- مسلسل جامعة أي شئ
- حط حليهم بينهم

يحمل شهادة الدكتوراه في النقل البحري من بريطانيا.
هو الأخ الأصغر لعدنان عبد الحسين عبد الرضا الذي والدته الزوجة الأولى للراحل الكبير عبد الحسين عبد الرضا.
يعمل بشـار عبد الحسين عبد الرضا في إيطاليا وقد لازم والده اثناء تعرضه للازمة الصحية التي أودت بحياته في 11 أغسطس 2017ا في إحدى مستشفيات لندن، حيث بقي معه حتى وفاته التي احزنت الكويت والخليج والعالم العربي بأكمله. فوالده عبد الحسين عبد الرضا يعتبر قامة فنية وظاهرة فريده قد لا تتكرر في الكويت والخليج. رسم والده البسمة والفرح على الملايين بمسرحيات وأعمال فنية متنوعة ناقدة تميل للكوميديا ستبقى خالده على مر السنيين.